# تامنگانیتسا
تامنگانیتسا (به صربی: Tamnjanica) یک منطقهٔ مسکونی در صربستان است که در بلا پالانکا واقع شده‌است. تامنگانیتسا ۱۷۱ نفر جمعیت دارد.